# エドゥブバ
エドゥブバ（edubba）とは「粘土版の家」を意味し、シュメール文明で読み書きや計算を教えていた学校のことを指す。

## 概要
シュメール文明の都市国家マリ（現在のシリア・アラブ共和国デリゾール県）で学校として使われていた建物の跡が発見されている。マリ遺跡のジムリ・リムの王宮の中にある粘土製の長い椅子が並べられた部屋がそれであり、粘土板を入れる小さな容器も発見されている。
また、教科書と思われる文書が出土されていることからウルク市やシュルッパク市といったシュメール文明の他の都市国家にもエドゥブバは存在していたと考えられている。紀元前2千年紀前半にはウル、ニップル、シッパルに学校が存在していた。ニップルの学校には、エイムグラと呼ばれる図書館もあった。
エドゥブバにはごく少数の裕福な家庭の男子のみ通うことができ、無事修了すれば書記となり出世コースに乗ることができた。書記になるためには読み書きができなければいけなかったので、エドゥブバでは楔形文字の読み書きを行っていた。楔形文字の習字に用いられた粘土板は現在でも残っている。書記は物品の管理や畑の地検なども行うため、算数も教えられていた。また、法律、神話、讃歌、祈祷文、音楽なども教えられていた。
エドゥブバを題材とした文学もあり、「学校時代」「父親と厄介息子」「口論する二人の生徒」「監督官と書記の対話」といった文学作品の存在が確認されている。